# Павел-Ёль
Павел-Ёль — река в России, протекает в округе Вуктыл Республики Коми. Устье реки находится в 82 км по правому берегу реки Лемъю. Длина реки составляет 29 км.

## Этимология
В основе гидронима личное имя Павел и коми ёль — «ручей», «лесная речка». Павел-Ёль — «ручей Павла».

## Данные водного реестра
По данным государственного водного реестра России относится к Двинско-Печорскому бассейновому округу, водохозяйственный участок реки — Печора от водомерного поста у посёлка Шердино до впадения реки Уса, речной подбассейн реки — бассейны притоков Печоры до впадения Усы. Речной бассейн реки — Печора.
Код объекта в государственном водном реестре — 03050100212103000061227.